# All Grown Up!
All Grown Up! is het vervolg op de tekenfilmserie Ratjetoe, of onder sommigen beter bekend als Rugrats. In All Grown Up! zijn Tommy, Dicky, Angelique, Phil en Lil, Dil, Kimi, Susie en de ouders (inclusief de hond) ouder geworden. De kinderen beleven de raarste avonturen op een school.

## Personages
- Tommy Zoetzuur (Tommy Pickles): Tommy heeft ten eerste een grote bos haar gekregen. Hij is nog steeds dikke maatjes met Dicky, Phil en Lil en Kimi. Hij presteert goed op school. Hij wil in de tekenfilm films maken, soms tegenstrijdig aan de meningen van de anderen. Hij wil een beroemde regisseur worden. Tommy is braaf, loyaal en hij is altijd in voor een avontuur.
- Dicky Finkers (Chuckie Finster): Dicky is minder bang voor de wereld, dan dat hij als een baby was. Hij houdt van meiden en probeert via Angelique dichter bij meisjes te kunnen komen. Hij heeft alleen nog steeds de rechthoekige bril en de grote rode bos haar. Dicky is de beste vriend van Tommy.
- Dil Zoetzuur (Dil Pickles): Broertje van Tommy. Hij is nu 9 jaar oud. Hij houdt ervan om rare kleding aan te trekken. Zijn rector vindt hem een rare gast. Hij is ook erg raar, want Phil liet hem met zijn hoofd op de grond vallen, toen Dil een baby was.
- Phil De Witt (Phil DeVille): Is de tweelingbroer van Lil. Hij is alleen nu onafhankelijker van Lil dan dat hij als baby was. Phil blijkt ook een heel goede kok te zijn.
- Lil De Witt (Lil DeVille): Haar leven gaat vooral om het populair zijn. Ze gaat veel om met de jongens en doet aan voetbal. ze komt vaak over als een tomboy.
- Kimi Finkers (Kimi Finster): Zij is de zus van Dicky en al lijkt het niet dat ze van elkaar houden, toch is het zo, maar soms gebruikt Angelique Dicky voor allerlei dingen en dat vindt Kimi niet leuk. Kimi is tegen het misbruik (en de verkoop) van dieren. Ze is de stiefzus van Dicky en komt uit Japan. Ze heeft ook een halfzus. En hoewel het (bijna) nooit te zien is, wordt in de aflevering TP + KF bekendgemaakt dat Kimi twee jaar voor de bekendmaking gevoelens voor Tommy had, en aan het eind van de aflevering blijkt dat ze allebei nog steeds gevoelens voor elkaar hebben.
- Angelique Zoetzuur (Angelica Pickles): Zij scheldt de anderen altijd uit en heeft het echt voor mode. Ze gaat veel met populaire kinderen om en speelt vaak de baas.
- Susie Karremans (Susie Carmichael): Ze is een meisje dat heel goed kan zingen. Ze treedt regelmatig op in de Java Lava, een bar die wordt gerund door: Sjaak (de vader van Dicky en Kimi) en Betty (de moeder van Phil en Lil).
- Z: Hij is ooit eens een grote vriend van Kimi geweest daarom had Kimi haar haar roze geverfd.
- Spyke: De hond van de familie Zoetzuur.
- Didi Zoetzuur (Didi Pickles): De moeder van Dil en Tommy Zoetzuur, de vrouw van Steef Zoetzuur en de tante van Angelique Zoetzuur.
- Steef Zoetzuur (Stu Pickles): De vader van Dil en Tommy Zoetzuur, de man van Didi Zoetzuur en de oom van Angelique Zoetzuur.

Er zijn ook nog andere personages: Harold, Savannah en Nicole.

## Engelse stemmen
- Elizabeth Daily - Tommy
- Nancy Cartwright - Dicky
- Cree Summer - Susie
- Kath Soucie - Betty / Lil / Phil
- Cheryl Chase - Angelique
- Melanie Chartoff - Didi
- Tara Strong - Dill
- Pat Musick - Harold
- Dionne Quan - Kimi
- Jack Riley - Steef zoetzuur
- Tress MacNeille - Charlotte
- Phil Proctor - Hubert
- Michael Bell - Charles
- Julia Kato - Kira
- Shayna Fox - Savannah
- Romeo Miller - Lil Q
- Cara DeLizia - Z

## Nederlandse stemmen
- Thijs van Aken - Tommy
- Jeremy Baker - Dicky
- Sita Manichand - Susie
- Lies Visschedijk - Betty
- Birgit Schuurman - Angelique
- Hetty Heyting - Didi
- Marlies Somers - Lil
- Patrick van Balen - Dill
- Barend van Zon - Phil
- Pepijn Koolen - Harold
- Aukje van Ginneken - Kimi
- Timo Bakker - Steef Zoetzuur & Mr. Pangborn
- Kiki Koster - Charlotte / Mevrouw O’Keats / Beverly
- Jan Nonhof - Hubert (Engels: Howard) / Randy / Opa Zoetzuur
- Hein van Beem - Sjaak (Charles)
- Jannemien Cnossen - Kira / Francine
- Melise de Winter - Savannah
- Robin van der Velden - Lil Q / Meneer Beaker
- Ajolt Elsakkers - Z